# Mark Alizart
Pour les articles homonymes, voir Alizart.
Mark Alizart est un philosophe, écrivain, ancien conseiller ministériel et responsable d'institutions culturelles, né à Londres le 14 avril 1975.

## Biographie

### Formation
Né d'un père mauricien et d'une mère allemande, Mark Alizart grandit à Toulouse, étudie au lycée Henri-IV et à la Sorbonne. Admissible à l'École Normale Supérieure, il consacre un mémoire de maîtrise de philosophie à « La Question de la technique » chez Martin Heidegger. En 1996, il crée la revue MUL, une revue de critique littéraire dont 25 numéros paraissent jusqu'en 2001. Il y publie ses premiers articles, dont un essai d'histoire du structuralisme, des études sur des auteurs contemporains comme Olivier Cadiot et Jean Echenoz, des lectures d'auteurs classiques comme Marcel Proust, Witold Gombrowiz, Jorge-Luis Borges, ou un projet de traduction de L'Odyssée. Repéré par le critique littéraire de France-Culture Jean-Pierre Salgas, il devient un collaborateur régulier du Magazine Littéraire, puis d'Art Press, de la revue Critique et du guide culture de ELLE.,

### Programmateur culturel
Un colloque sur la littérature contemporaine française organisé par l'Association pour la diffusion de la pensée française au Musée d'Art moderne de la ville de Paris en 1999 lui permet de rencontrer Marianne Alphant qui l'invite à rejoindre le service de la parole du Centre Pompidou. Il y programme et y anime des conférences consacrées à la scène littéraire et artistique internationale, recevant entre autres Alain Robbe-Grillet, Alain Badiou, Slavoj Zizek, Sophie Calle ou Bruno Latour, mais aussi des philosophes et des artistes plus jeunes comme Catherine Malabou, Patrice Maniglier, Valérie Mréjen ou Edouard Levé.[réf. souhaitée]
Cette nouvelle génération d'auteurs lui inspire la création de Fresh Théorie avec Christophe Kihm, le rédacteur en chef d'Art Press, une anthologie de la jeune pensée française rassemblant une cinquantaine d'auteurs venant de toutes les disciplines, dont trois numéros paraîtront en 2005, 2006, 2007, aux éditions Léo Scheer.[réf. souhaitée]
Au Centre Pompidou, le commissaire d'exposition Jean de Loisy lui confie la direction du catalogue de l'exposition Traces du Sacré en 2008. L'exposition Africa Remix lui donne également l'occasion de rencontrer Stuart Hall, le fondateur anglo-caribéen des Cultural Studies, auquel il consacrera un film et avec lequel il publiera un livre d'entretiens aux éditions Amsterdam en 2009.[source insuffisante]

### Directeur de centre d'art
À 31 ans, il rejoint le Palais de Tokyo en 2006, dont il devient le directeur adjoint aux côtés de Marc-Olivier Wahler. Il y supervise la programmation culturelle, les éditions, les publics, la presse, la communication et le mécénat. Il crée notamment un rendez-vous régulier dédié à la scène artistique LGBTQI+ avec Sam Bourcier; une webradio avec Elisabeth Lebovici; le cercle de mécènes Tokyo Art Club, et le premier guide de visites en bluetooth. Il conçoit également l'exposition hors-les-murs Château de Tokyo (le Palais de Tokyo au Château de Fontainebleau) et L'Université d'Eté du Palais de Tokyo au centre d'art de Vassivière. Il œuvre enfin à l'indépendance du centre d'art, mis sous tutelle du Centre Pompidou en 2007, qui sera obtenue du ministère de la Culture en 2009,.

### Politique
En 2011, il devient conseiller pour les arts plastiques, la mode, le design, les métiers d'art et le patrimoine immatériel auprès de Frédéric Mitterrand, ministre de la Culture et de la Communication. Il pilote en particulier l'extension du Palais de Tokyo, la réécriture de ses statuts et de sa délégation de service public,. Il crée le Fonds d'Avance pour les Jeunes Créateurs de Mode. Il accompagne l'inscription de la gastronomie française et des climats de Bourgogne au patrimoine immatériel de l'Unesco. Il suit la refondation de l'Institut National des Métiers d'art et initie la biennale des métiers d'art Révélations au Grand Palais.[réf. souhaitée]
En 2016 et 2017, il est avec Mathieu Potte-Bonneville le commissaire associé de la Nuit des idées de l'Institut français.
En 2020, il entre au conseil d'administration de l'association 1000 Visages qui soutient la démocratisation de l'accès aux métiers du cinéma créée par la cinéaste Houda Benyamina.[réf. souhaitée]

### Mode
De 2012 à 2017, Delphine Arnault lui confie la direction du Prix LVMH des Jeunes Créateurs de Mode.Il réunit un jury composé des directeurs artistiques Karl Lagerfeld, Nicolas Ghesquière, Marc Jacobs, Phoebe Philo, Riccardo Tisci, Raf Simons, Carol Lim et Humberto Leon. Le prix découvre des talents comme Virgil Abloh, Jacquemus ou Demna Gvasalia.

## Œuvre
Mark Alizart a dirigé des ouvrages collectifs, dont une anthologie de la jeune pensée française en trois volumes (Fresh Théorie), un catalogue d'exposition (Traces du Sacré) et un ouvrage sur Stuart Hall (Stuart Hall). Il a également écrit plusieurs essais réunis par la volonté de dégager « une contre-histoire de la modernité » dont le trait distinctif est de s'opposer à la vision mélancolique d'une modernité désenchantée. 

### Autres
Mark Alizart a également écrit des essais sur les chiens (Chiens) et Tintin (Dark Tintin). Ce dernier dont la déprogrammation éditoriale a déclenché une polémique est consacré à relire l'oeuvre d'Hergé à la lumière de l'inceste dont il aurait été victime enfant. Il s'intéresse ainsi au processus de réparation engagé par le créateur de Tintin pour surmonter son traumatisme, prolongeant d'une façon plus intime les réflexions philosophiques sur la « réparation du monde ».

## Publications

### Direction d'ouvrages collectifs
- Fresh Théorie, Paris, Éditions Léo Scheer, 2005, 2006 et 2007.
- Stuart Hall, Paris, Éditions Amsterdam, 2007.
- Traces du Sacré, Paris, Éditions du Centre Pompidou, 2008.

### Philosophie
- Pop Théologie, Paris, Coll. Perspectives critiques, Presses Universitaires de France, 2015.
- Informatique Céleste, Paris, Coll. Perspectives critiques, Presses Universitaires de France, 2017.
- Cryptocommunisme, Paris, Coll. Perspectives critiques, Presses Universitaires de France, 2019.

### Essais
- Chiens, Paris, Coll. Perspectives critiques, Presses Universitaires de France, 2018.
- Le Coup d'État climatique, Paris, Coll. Perspectives critiques, Presses Universitaires de France, 2020.
- Dark Tintin, Paris, Les Nouvelles Editions du réveil, 2023.

### Contributions
- Hériter et après? (sous la direction de Jean Birnbaum), Paris, Gallimard/Folio, 2017.
- Postcritique (sous la direction de Laurent de Sutter), Paris, Coll. Perspectives critiques, Presses Universitaires de France, 2019.

## Traductions
- Dogs, Londres, Polity, 2019.
- Perros, Buenos Aires, Ediciones La Cebra, 2019.
- 犬たち (Chiens), Tokyo, Hosei University Press, 2019.
- Cryptocommunism, Londres, Polity, 2020.
- Criptocomunismo, Buenos Aires, Ediciones La Cebra, 2020.
- Golpe de Estado climático, Buenos Aires, Ediciones La Cebra, 2020.
- 개 (Chiens), Seoul, E-Sang Books, 2020.
- The Climate Coup, Londres, Polity, 2021.

## Médailles et récompenses
- Chevalier de l'ordre des Arts et des Lettres (2012)